# American Horror Story: Murder House
American Horror Story: Murder House (aanvankelijk gewoon American Horror Story genoemd) is het eerste seizoen van de Amerikaanse dramaserie American Horror Story. Het verhaal speelt zich hoofdzakelijk af in en rond een oud, bezeten landhuis.
In Vlaanderen werd American Horror Story: Murder House begin 2013 uitgezonden op 2BE en in 2014 op JIM, na in 2012 al te zijn verschenen op de betaalzender PRIME Series. In Nederland was de reeks eerst te zien bij RTL, om nadien te worden aangeboden via de on-demand streamingdienst Netflix.

## Verhaallijn
De familie Harmon verhuist van Boston naar Los Angeles nadat moeder Vivien (Connie Britton) een bevalling met een doodgeboren kind achter de rug heeft. Ze probeert haar relatie met haar man (Dylan McDermott) terug op de sporen te krijgen nadat die een relatie heeft gehad met een van zijn leerlingen terwijl haar dochter Violet te kampen heeft met een depressie. In Los Angeles aangekomen trekken ze in een gerestaureerd herenhuis in, onwetend dat het huis bezeten is.

## Rolverdeling

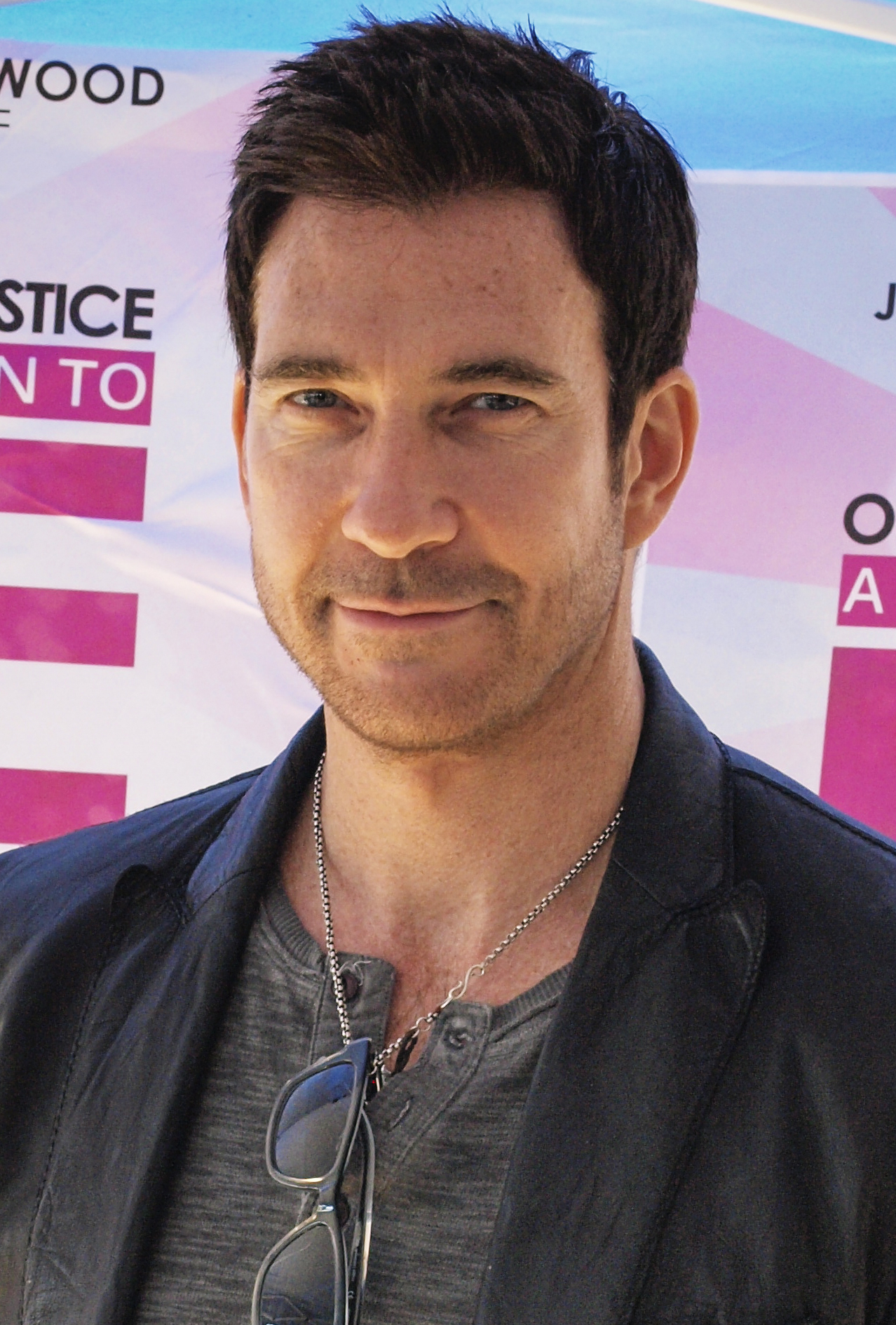
Dylan McDermott
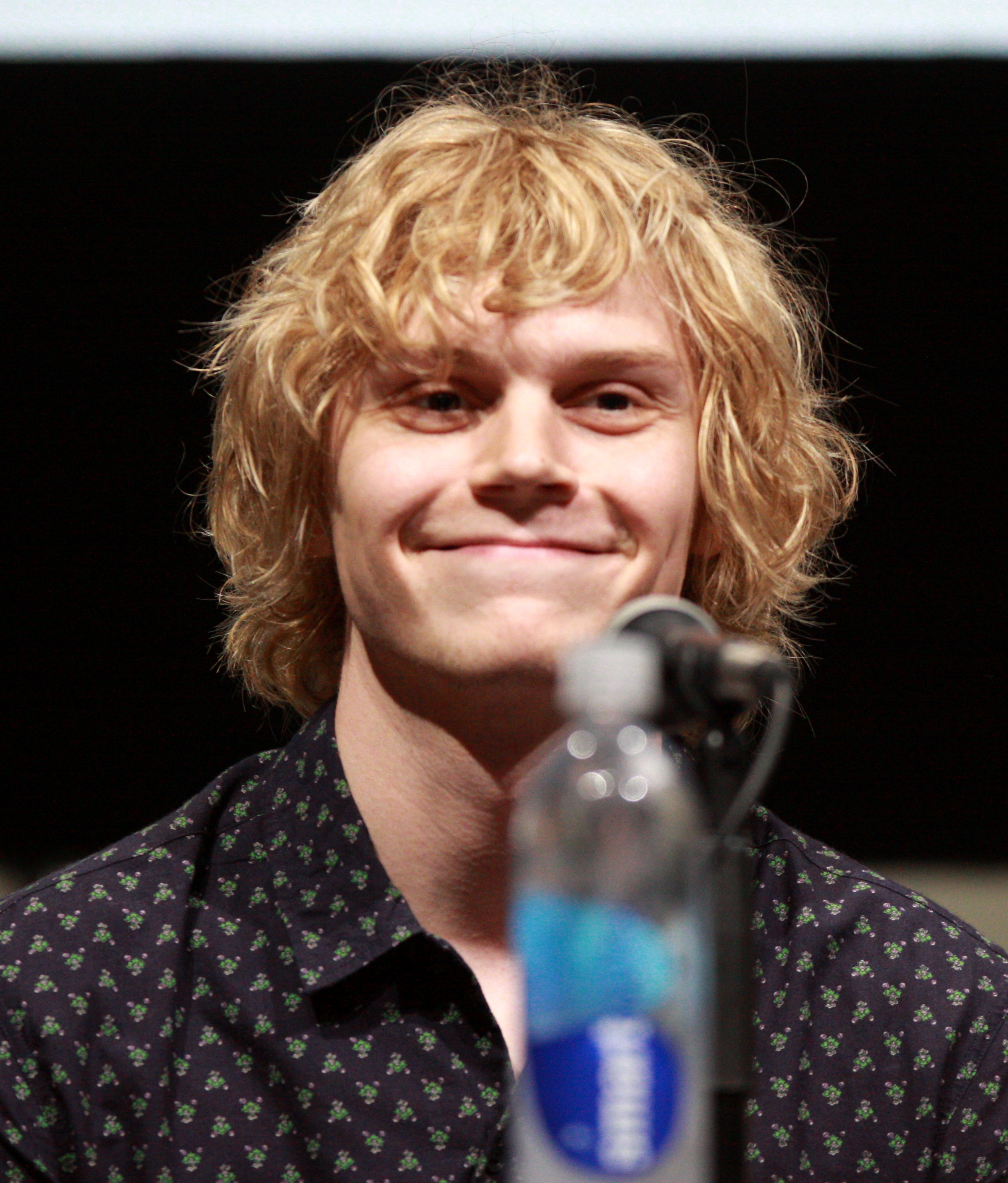
Evan Peters
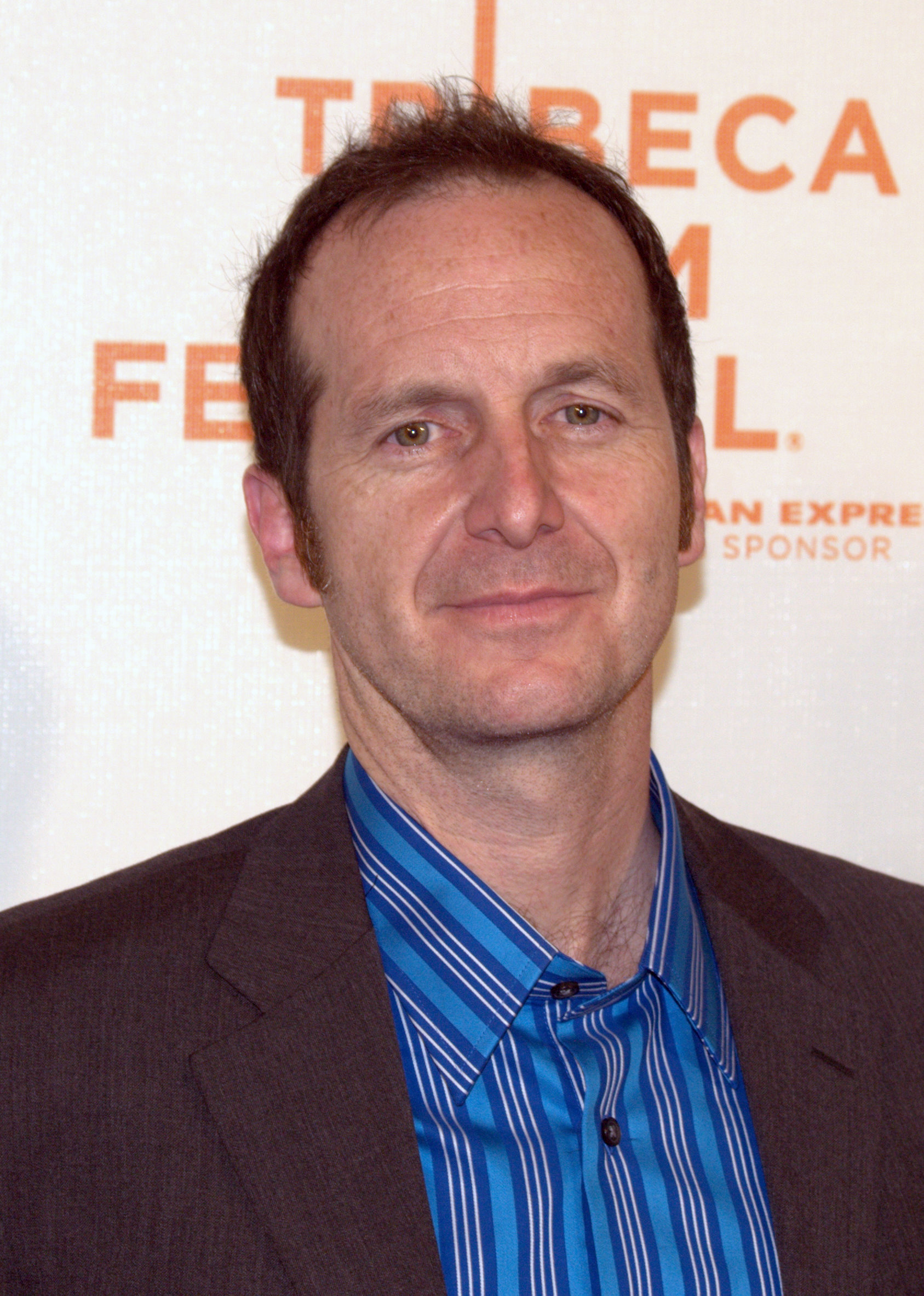
Denis O'Hare
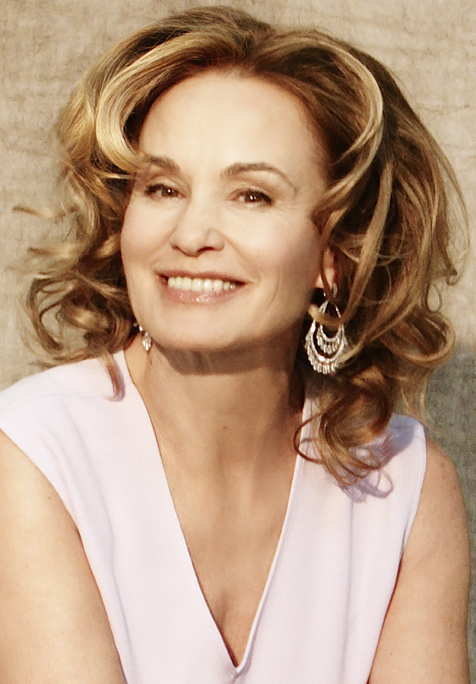
Jessica Lange

### Hoofdbezetting
- Connie Britton als Vivien Harmon
- Dylan McDermott als Ben Harmon
- Evan Peters als Tate Langdon
- Taissa Farmiga als Violet Harmon
- Denis O'Hare als Larry Harvey
- Jessica Lange als Constance Langdon

### Special guests
- Kate Mara als Hayden McClaine (8x)

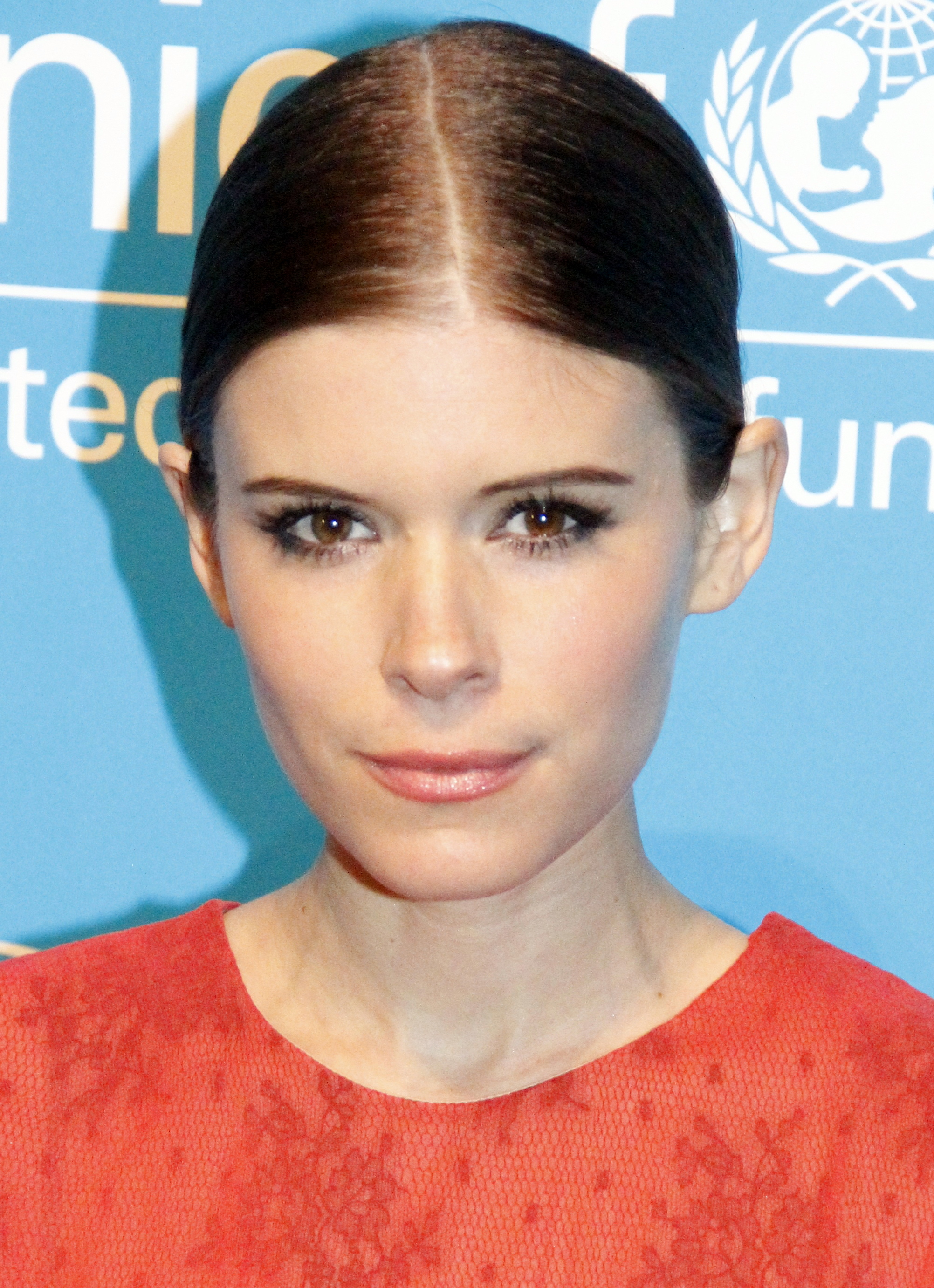
Kate Mara
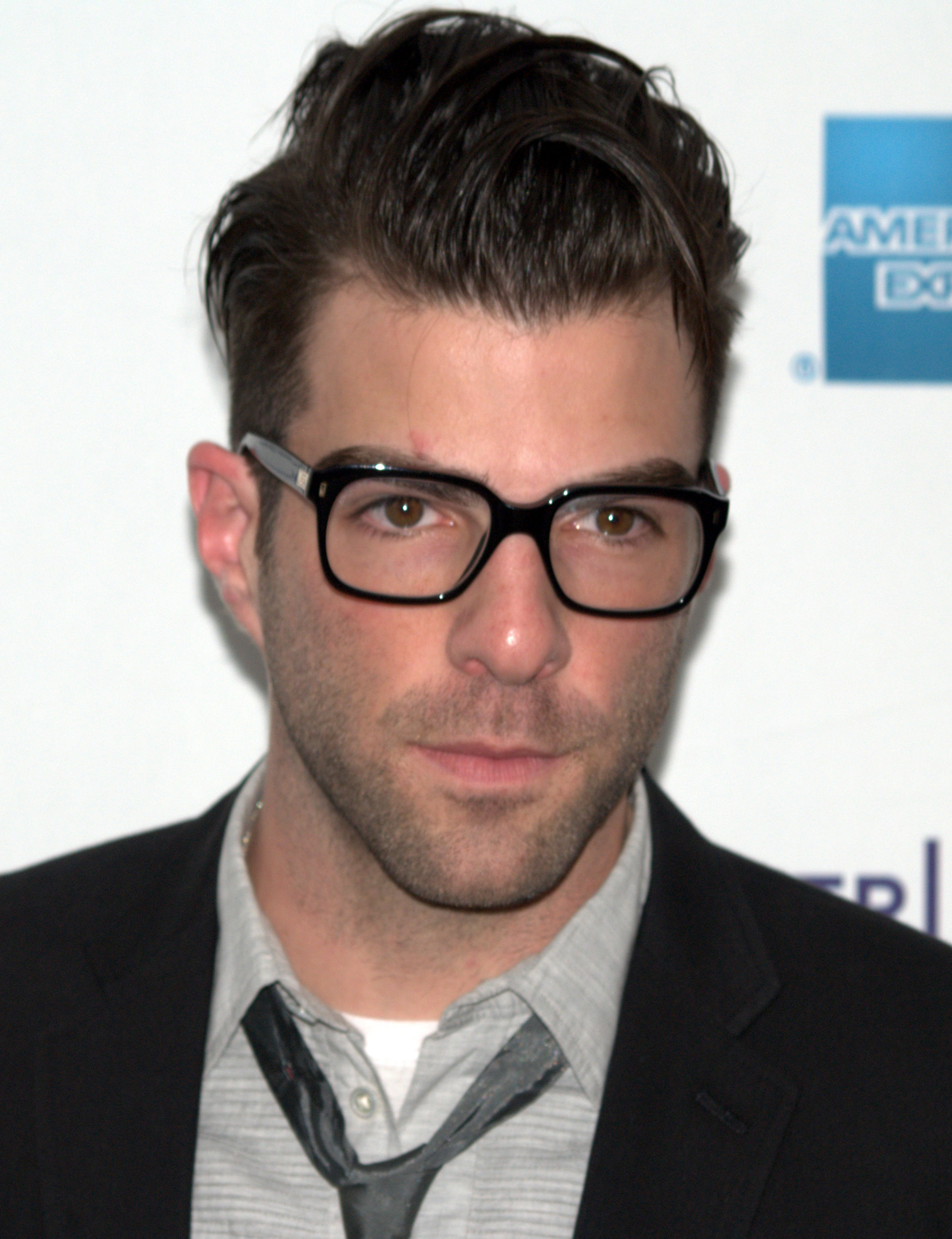
Zachary Quinto
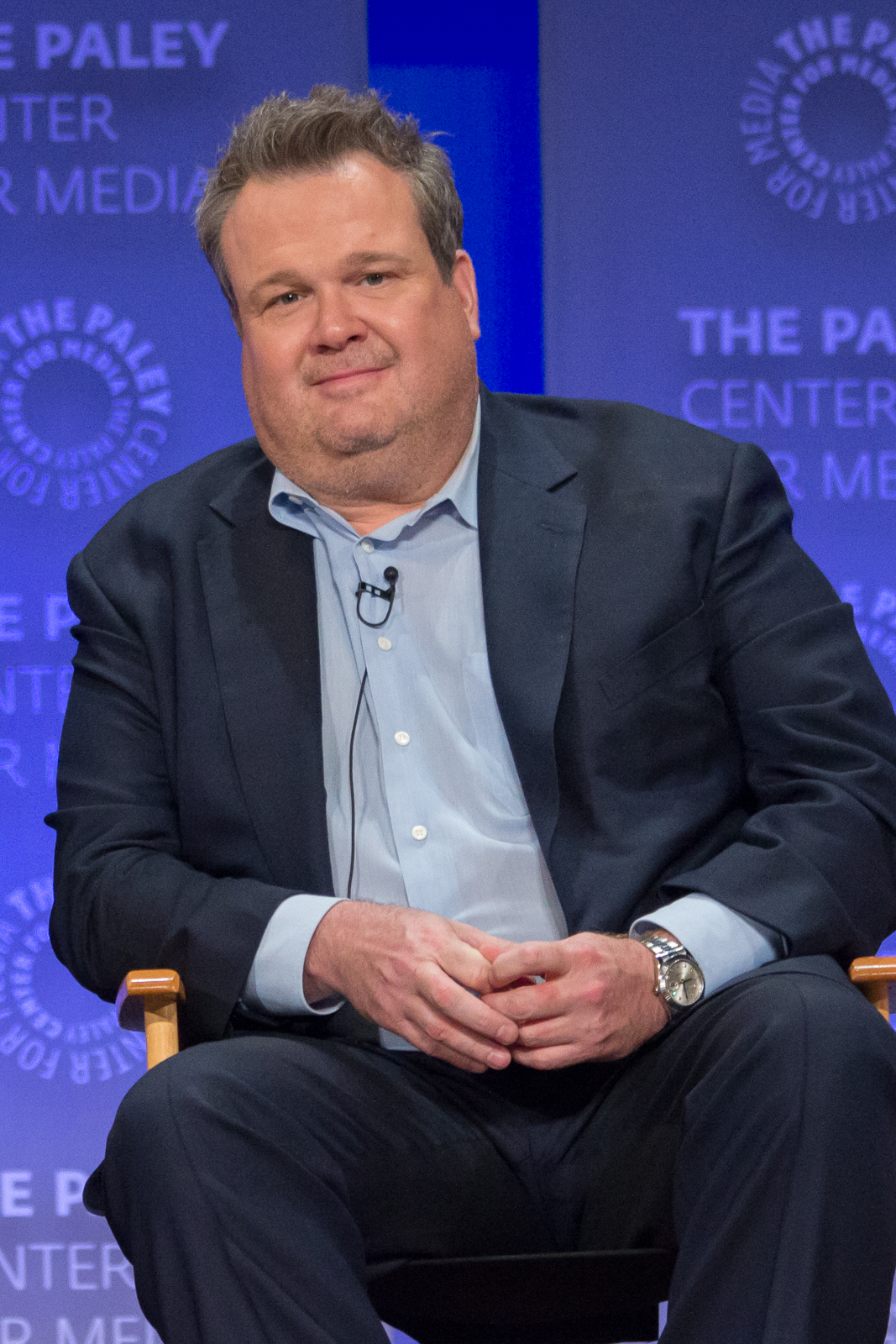
Eric Stonestreet
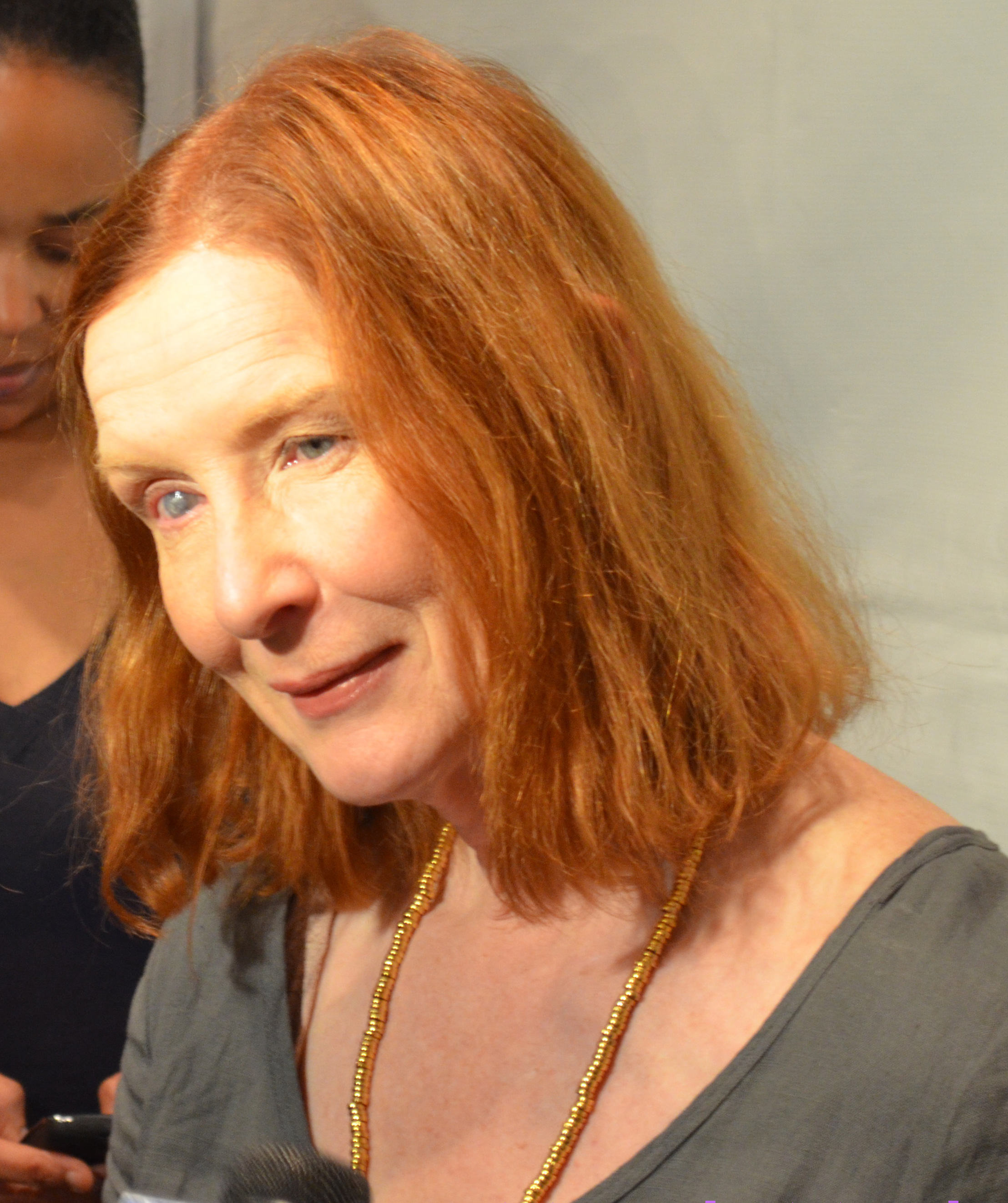
Frances Conroy

- Zachary Quinto als Chad Warwick (4x)
- Charles S. Dutton als Detective Granger (2x)
- Eric Stonestreet als Derek (1x)

### Terugkerende bezetting
- Frances Conroy als Moira O'Hara (11x)
- Lily Rabe als Nora Montgomery (7x)
- Alexandra Breckenridge als jonge Moira O'Hara (6x)
- Jamie Brewer als Adelaide "Addie" Langdon (6x)
- Christine Estabrook als Marcy (6x)

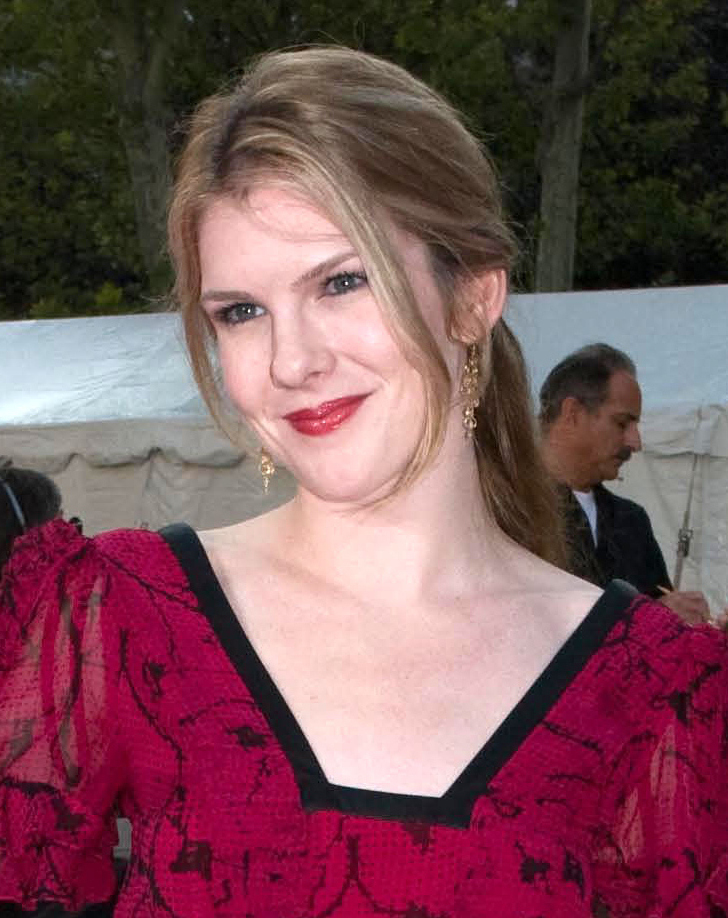
Lily Rabe
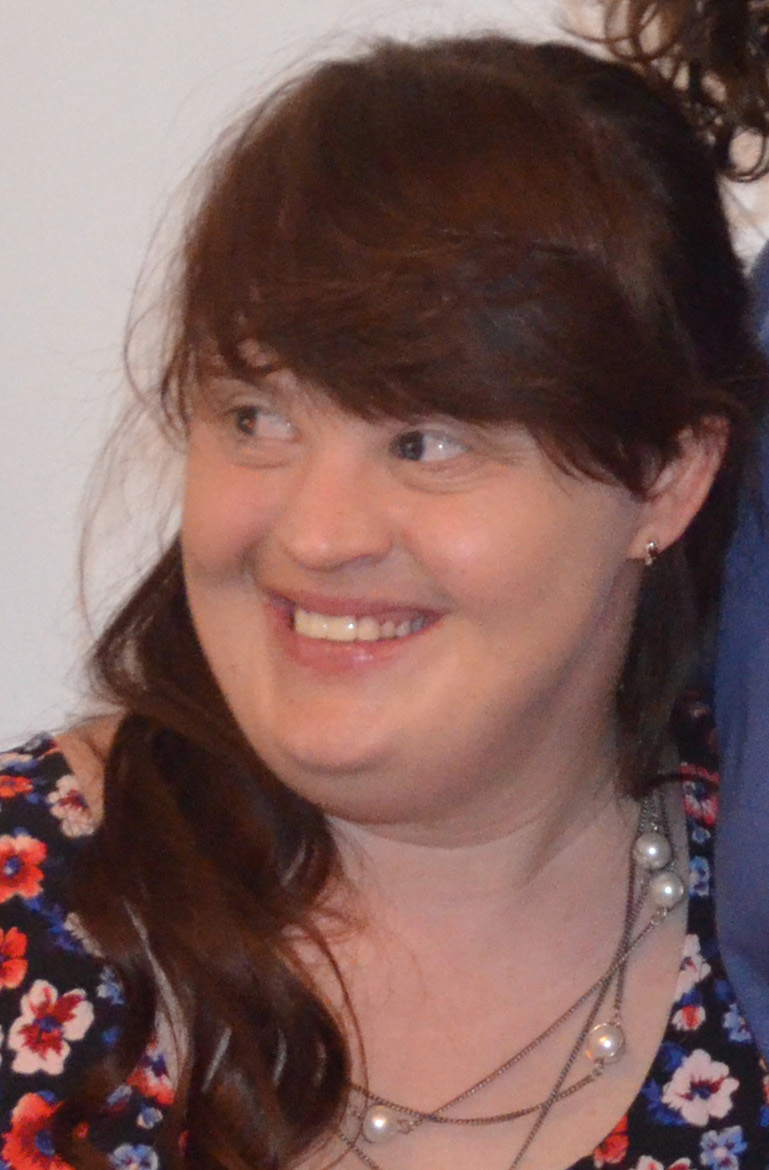
Jamie Brewer
Morris Chestnut
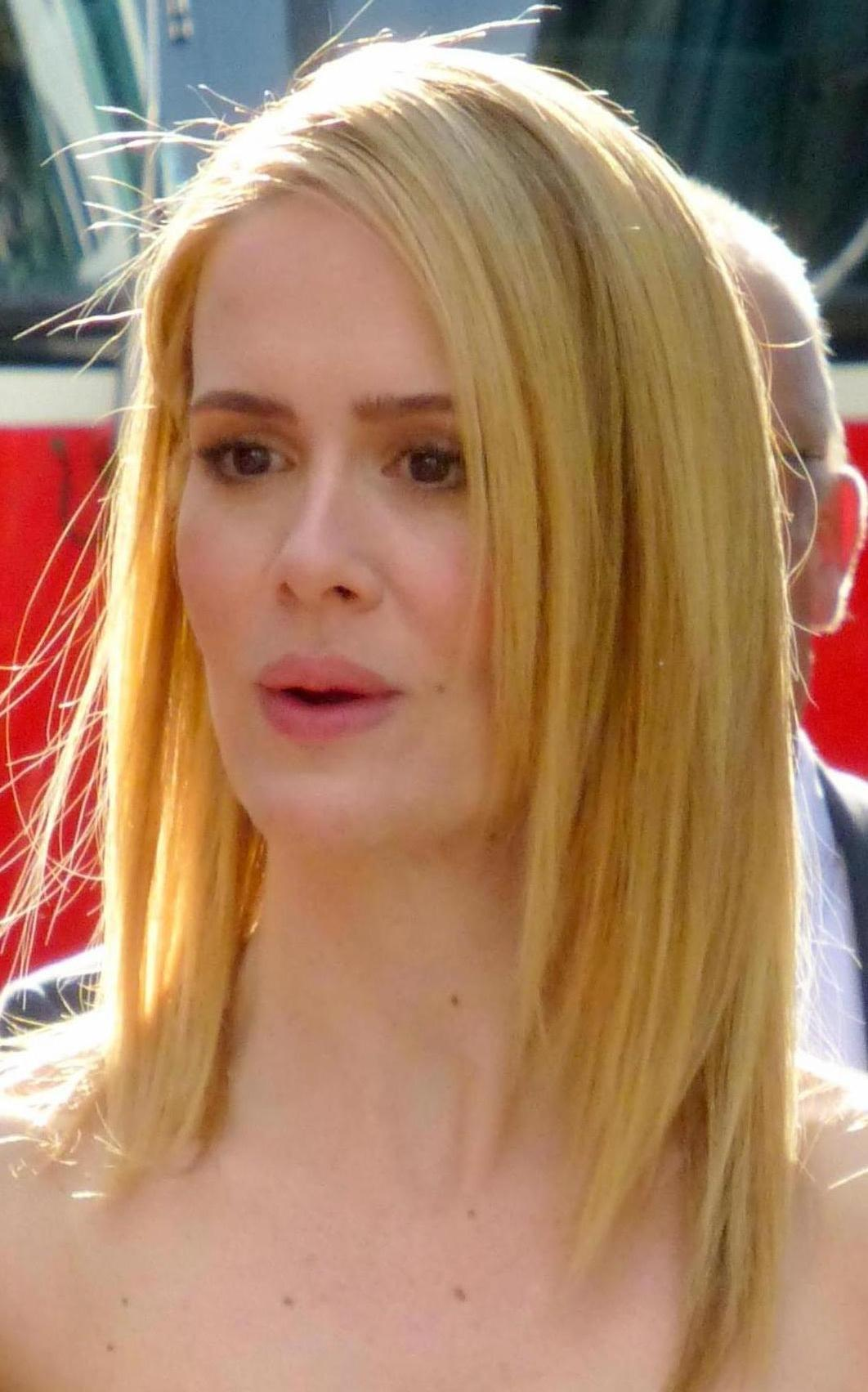
Sarah Paulson

- Morris Chestnut als Luke (6x)
- Michael Graziadei als Travis Wanderley (5x)
- Eve Gordon als Dr. Hall (4x)
- Teddy Sears als Patrick (4x)
- Azura Skye als Fiona (4x)
- Kyle Davis als Dallas (4x)
- Sarah Paulson als Billie Dean Howard (3x)
- Rebecca Wisocky als Lorraine Harvey (3x)
- David Anthony Higgins als Stan (3x)
- Mena Suvari als Elizabeth Short (2x)
- Malaya Rivera Drew als Detective Barrios (2x)
- Eric Close als Hugo Langdon (2x)
- Ashley Rickards als Chloe Stapleton (2x)
- Alessandra Torresani als Stephanie Boggs (2x)

## Afleveringen
| Afleveringnummer | Afleveringnummer | Titel               | Eerste uitzending VS |
| in serie         | in seizoen       | Titel               | Eerste uitzending VS |
| ---------------- | ---------------- | ------------------- | -------------------- |
| 1                | 1                | Pilot               | 5 oktober 2011       |
| 2                | 2                | Home Invasion       | 12 oktober 2011      |
| 3                | 3                | Murder House        | 19 oktober 2011      |
| 4                | 4                | Halloween (Part 1)  | 26 oktober 2011      |
| 5                | 5                | Halloween (Part 2)  | 2 november 2011      |
| 6                | 6                | Piggy Piggy         | 9 november 2011      |
| 7                | 7                | Open House          | 16 november 2011     |
| 8                | 8                | Rubber Man          | 23 november 2011     |
| 9                | 9                | Spooky Little Girl  | 30 november 2011     |
| 10               | 10               | Smoldering Children | 7 december 2011      |
| 11               | 11               | Birth               | 14 december 2011     |
| 12               | 12               | Afterbirth          | 21 december 2011     |